# Алгубер
Алгубер (порт. Alguber) — район (фрегезия) в Португалии, входит в округ Лиссабон. Является составной частью муниципалитета Кадавал. По старому административному делению входил в провинцию Эштремадура. Входит в экономико-статистический субрегион Оэште, который входит в Центральный регион. Население составляет 1011 человек на 2001 год. Занимает площадь 19,19 км².
Покровителем района считается Дева Мария (порт. Maria). 